# Râul Răscoala, Jiu
Râul Răscoala este un curs de apă, afluent al râului Jiul de Est. 